# Nordstrand
Nordstrand (frisó septentrional Noordströön) és una de les Illes Frisones en forma gairebé de península, que forma un municipi del districte de Nordfriesland, dins l'Amt Nordsee-Treene, a l'estat alemany de Slesvig-Holstein. Dins l'illa hi ha l'altre municipi d'Elisabeth-Sophien-Koog. Segons el cens de 2022 te una població de 2.255 habitants.
En l'època medieval Nordstrand era una part de la gran illa de Strand, que es va trencar a trossos després d'una tempesta desastrosa en 1634. Altres restes de Strand són les illes de Pellworm i Halligen. Nordstrand és accessible per carretera en un pas elevat que connecta amb el continent i va ser construït el 1936. El 1987 el pòlder Beltringharder Koog es va completar, que converteix l'illa en una península. L'Arlau desemboca al Mar del Nord al costat del Koog, al nord de la península.
Nordstrand és l'origen d'una famosa beguda alcohòlica local, el Pharisäer ("fariseu"), que els illencs van desenvolupar el 1872 per a poder beure alcohol en presència del rector local Georg Bleyer, que predicava l'abstinència. Està fet de cafè calent fort, sucre, rom fosc (4 cl de 54 vol%) i crema batuda (per evitar que l'alcohol s'evapori, de manera que no pot ser olorat). El pastor tenia la tassa sense el rom, però un dia les tasses es van barrejar. Quan va descobrir l'engany, va exclamar "Ihr Pharisäer!" ("Vosaltres, fariseus!", és a dir: "hipòcrites"). D'aquí el nom.

## Galeria d'imatges

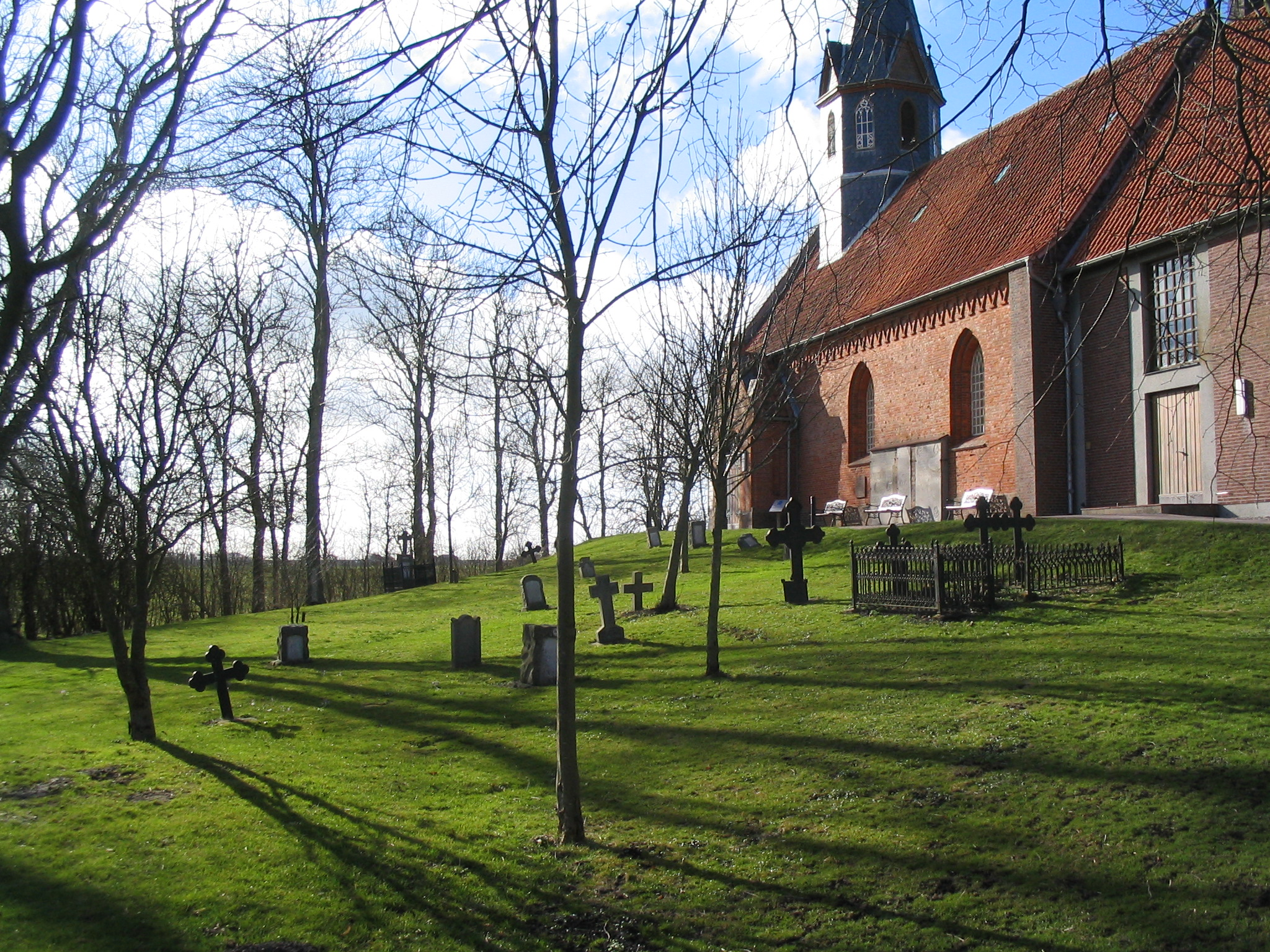
Església Sant Vicenç i cementiri
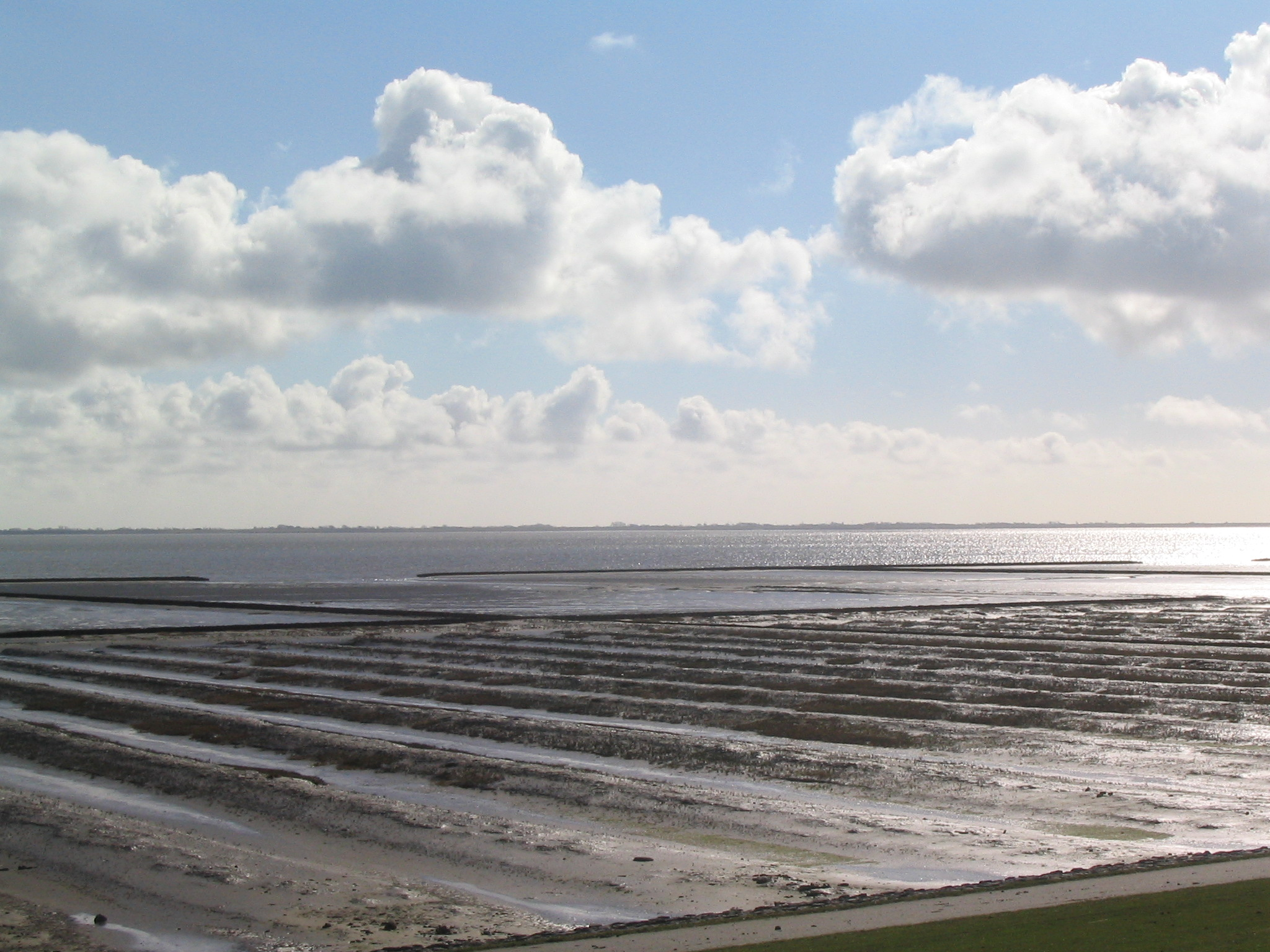
Dic